# Jansbergssjön
Jansbergssjön är en sjö i Hylte kommun i Småland och ingår i Nissans huvudavrinningsområde. Sjön är 7,8 meter djup, har en yta på 0,657 kvadratkilometer och är belägen 131 meter över havet. Sjön avvattnas av vattendraget Skärkeå. Vid provfiske har bland annat abborre, gädda, gös och mört fångats i sjön.

## Delavrinningsområde
Jansbergssjön ingår i det delavrinningsområde (632681-134452) som SMHI kallar för Utloppet av Jansbergssjön. Medelhöjden är 142 meter över havet och ytan är 8,13 kvadratkilometer. Räknas de 3 avrinningsområdena uppströms in blir den ackumulerade arean 15,65 kvadratkilometer. Skärkeå som avvattnar avrinningsområdet har biflödesordning 2, vilket innebär att vattnet flödar genom totalt 2 vattendrag innan det når havet efter 60 kilometer. Avrinningsområdet består mestadels av skog (80 procent). Avrinningsområdet har 0,77 kvadratkilometer vattenytor vilket ger det en sjöprocent på 9,5 procent.

## Fisk
Vid provfiske har följande fisk fångats i sjön:
- Abborre
- Gädda
- Gös
- Mört
- Sutare